# Імператорський дім Японії

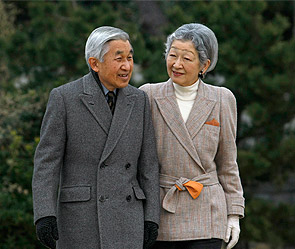
Його величність імператор Акіхіто з дружиною, імператрицею Мічіко.

Імпера́торський ді́м Япо́нії　(яп. 【皇室】, こうしつ, кōшіцу) — загальна назва для позначення японської монаршої династії — імператора та членів імператорської сім'ї.

## Склад
Залежно від контексту до імператорської сім'ї відносять лише родину самого імператора, або родини його близьких родичів. Правила успадкування японського трону та критерії приналежності до імператорської сім'ї визначаються законом про Імператорський дім Японії від 16 січня 1947 року. Головою дому вважається імператор, за його відсутності — регент.

## Господарське управління
Адміністративно-господарські питання імператорського дому вирішуються на Раді імператорського дому та в спеціальному органі Кабінету міністрів — управлінні імператорського двору Японії. Згідно з чинною Конституцію власність імператорського дому є державною власністю, тому члени дому мають правові обмеження щодо її передачі чи набуття.

## Бюджетне забезпечення
Бюджет імператорського дому затверджується Парламентом Японії. Згідно зі старою Конституцією 1889—1947 років на імператорський дім не поширювалися норми звичайного загальнояпонського права. Парламент не мав права втручатися у справи дому. Адміністративними питаннями займався імператор, якому допомагав голова Міністерства імператорського двору. До прийняття Конституції 1889 року імператорський дім століттями керувався нормами, затвердженими у Кодексі Тайхо 752 року.

## Історія
За японською історичною традицією імператорський дім Японії існує понад 2500 років. Він був започаткований 660 до Р.Х. легендарним імператором Джімму.

## Сучасний стан
Чинним головою імператорського дому є імператор на покої Акіхіто. Він мешкає разом із членами імператорської сім'ї в Токійському імператорському палаці.

## Назва
- 【皇室】, こうしつ, кōшіцу — сучасна офіційна назва.
- 【帝室】, ていしつ, тейшіцу — назва, що використовувалася до 1945 року.
- 【天皇家】, てんのうけ, теннō-ке — сучасна популярна назва.

Усі три назви перекладаються українською однаково — «Імператорський дім».

## Стандарти
Затверджені від 1926 року Постановою про церемоніал Імператорського дому Японії.

Імператора
Імператриця
Регент
Крон-принц
Крон-принцеса
Член дому